# Cube娛樂
CUBE娛樂（中文：酷博娛樂有限公司），是韓國的中型經紀公司，於2006年由洪承成創辦，常用外號為United Cube。

## Cube娛樂

### 公司發展

#### 成立公司
2005年8月18日，創辦音樂著作權公司MUSIC CUBE。
2006年8月29日，創辦人洪承成社長與申景和創辦Play Cube娛樂。2008年4月，成立Cube娛樂。洪承成曾為JYP娛樂代表理事，部分藝人曾在JYP接受訓練。
2008年7月，曾管理JYP娛樂旗下團體2AM的活動，其後轉回由JYP娛樂經營。
2012年1月，開設線上專賣店Cubee。4月，在公司大樓旁開設Cube Studio，包含練習室、工作室和咖啡廳。

#### 計劃上市
2013年9月，iHQ的與Cube娛樂合作，雙方互相投資對方公司，iHQ持有Cube娛樂50.01%股份，上市後，iHQ持有Cube娛樂35.31%股份。
2014年8月27日，宣佈合併子公司Cube DC的。
2014年12月，Cube娛樂通過上市預審，正式進入韓國創業板市場。
2015年4月9日，Cube娛樂於韓國交易所舉行掛牌上市儀式。( KOSDAQ:182360 ) （页面存档备份，存于） 2015年7月，與iHQ合作Cube TV頻道，製作及播放綜藝節目及網路劇。
2015年11月25日，LOEN娛樂以126億韓圓購入A Cube娛樂70%股份，A Cube娛樂正式脫離。
2016年2月，Cube娛樂搬到聖水洞新址。  2016年7月，Cube Cafe於新大樓重開，名為CUBI STORY。
2016年7月22日，CUBE創辦人洪承成通過其推特賬號宣布離開CUBE娛樂。2016年9月2日，Cube娛樂宣佈洪承成會長回歸公司。2016年9月28日，韓國「金英蘭法」（禁止不正當請托與收受財物法）生效，禁止公職人員、媒體工作者、學校的職員及配偶，收受財物及招待。9月30日，Cube娛樂在藝人官方Cafe，公告新應援規定，只有生日周年、演唱會、簽名會可應援，必須事前申請，並且有限制，應援對象只限藝人本人，不能包括公司員工，其他行程不接受應援，包括音樂節目、綜藝、戲劇的拍攝放送等，由10月1日起實施。2016年12月，與騰訊公司簽約，授權代理網上音源。2016年12月27日，原CEO朴鍾民退任，其任期為2014至2016年。公佈新任CEO為申大男，曾任職日刊體育Ilgan Sport編輯局長及Yedang 傳媒會長。
2017年2月16日，環球音樂出售持有的8%股份。2月27日，Cube娛樂與Loen娛樂簽約，訂為本地音樂發行商。7月18日，宣佈合併子公司Starline娛樂。
2017年11月24日，新聞指韓國第三有線電視D'Live的股東計劃出售D'Live，準備將先出售子公司iHQ的股份。12月19日，新聞指D'Live持有iHQ的45.38%股份，iHQ則持有Cube娛樂的30.61%股份，獨立或聯合出售待定。
2018年10月25日，與好好文化(好好榜樣)簽約合作。
2018年11月8日，與網易雲簽約，授權代理網上音源。
2018年11月23日，與日本環球音樂合作，成立新公司U-CUBE，負責歌手的海外活動。
2019年1月23日，新聞指母公司D'Live的股東計劃出售D'Live，將先出售子公司iHQ及Cube娛樂的股份。

#### 股東變動
2020年2月21日，知名化妝品企業VT GMP表示將從IHQ手中收購CUBE娛樂30.61%的股份，收購金額為291億韓元，成為最大股東。
2020年3月26日，申大南(77歲)退任CEO，安佑欽(안우형，Ahn Woohyung)與李東圴(이동관，Lee Dongkwan)上任CEO。安佑欽是VT GMP旗下媒體公司KVLY的CEO，李東圴是VT GMP副主席。2020年3月31日，CUBE創辦人洪承成宣布離開CUBE娛樂。
2020年4月17日，啟用新官方海外粉絲平台U CUBE。
2020年6月3日，與網易雲簽約，授權代理網上音源及宣傳。
2020年10月21日，與韓華生命保險簽約合作(諒解備忘錄) 。
2021年1月6日，與網絡卡通平台만화가족(Comics Family)簽約合作，製作改編網劇等。
2021年1月27日，與Tipco Juice簽約合作，該品牌與母公司VT GMP相關。
2021年3月24日，安佑欽等相關者轉讓股份予VT GMP等相關者，現時VT GMP持股30.61%。姜升坤 (강승곤 Kang SeungGon)持股5.96%，是VT GMP的President, Director & Head-Business Management，也是Cube娛樂的Director & Head-Management。鄭哲(정철 Jeong Cheol)持股5.82%，是VT GMP的Co-Chairman, Co-Chief Executive Officer & Director，也是Cube娛樂的Director。
2021年8月20日，鄭哲(정철 Jeong Cheol)、姜升坤 (강승곤 Kang SeungGon)上任為CEO，與安佑欽(안우형，Ahn Woohyung)共三位CEO。VT GMP現時持股46.83%。
2021年9月8日，與日本SVOD平台U-NEXT(이하 유넥스트)簽約合作，發行CINE de RAMA(시네 드 라마)系列。
2021年，Cube娛樂因偽造印章私吞外籍藝人收入，遭首爾中央地方法院判偽造文書。

#### 首次貸款
2024年，Cube娛樂在上市十年後首次從韓國國內市中銀行貸款，金額達100億韓元。這一舉措引發了業界的廣泛關注和猜測，特別是考慮到Cube娛樂過去一直堅持無債經營的策略。外界猜測這筆資金可能與公司旗下核心女團(G)I-DLE的續約有關，但Cube娛樂僅表示此次貸款是出於運營需要，並未透露具體用途。
(G)I-DLE在2018年出道，目前正接近續約期。該團體在2024年8月發布了第七張迷你專輯《I SWAY》，實物專輯的初動銷量達到103萬張，顯示出強勁的市場表現。Cube娛樂強調，公司的資金狀況依然穩健，此次貸款並非因為財務困難或流動性不足。

### 公司樓層
- 地點，南韓首尔特别市城东区圣水洞2街300-11。[62]
- 1樓，CUBI STORY，部份記者會見面會在此舉辦。[23]
- 2樓，Artist Development Department，新人開發部，鋼琴室、練習生作曲室、Vocal室等。
- 3樓，Artist Development Department，新人開發部，舞蹈室、休息室等。
- 4樓，Artist Performance Production，舞蹈室、樂團室、休息室等。
- 5樓，美術、影音、工作室等。
- 6樓，Music Production & Studio，錄音室、工作室等。
- 7樓，CEO，經營管理部，企劃事業部等。
- 8樓，社長，副社長，Management Team，Marketing Team等。
- 10樓，樓頂花園，部份唱歌影音在此拍攝。

### 相關影音
- 2011年，TVN，Kpop Star Hunt [63]
- 2013年4月8日，MBC，Special Documentary [64]
- 2013年，NAT GEO People，Seoul: Capital of K-Pop [65]
- 2014年7月29日，Arirang，Arirang Special M60 Ep 248 The Secret of K-pop Incubating  [66]
- 2014年12月7日 ，SBS，When Charles Met Chulsoo [67]
- 2016年8月21日，Al Arabiya TV，Interview [68]
- 2017年12月22日，REDE BRASIL，Documentary Eu Vivo K-Pop [69]
- 2018年1月17日，SoompiTV，LEGENDARY: Making of a K-Pop Star [70]

## 相關人員

### 社長代表
- 安佑欽，안우형，CEO代表，2020年至今，VT GMP旗下媒體公司KVLY的CEO，曾任徐太志公司代表
- 李東圴，이동관，CEO代表，2020年至今，VT GMP副主席
- 金柾旭，김정욱，副社長，2019年至今，曾任MBC藝能總監，MBC Plus廣播總監[71]
- 洪日華，Hong Il Hwa，副社長 [72]
- 申景和，Monica Shin Junghwa，CUBE DC代表
- 李靜淑，CUBE娛樂JAPAN代表 [73]
- 朴誠鎮，Starline娛樂代表 [74]

### 理事組長
- 林龍雲，임용운，Lim Yong Un，經紀部理事 [75][76]
- 吳惠靜，오혀정，Oh Hye Jung，新人開發部組長[77][78][79][80][81]
- 張在赫，장재혁 ，Jang Jaehyeok(Jay Jang)，視覺總監(Visual  Director)，著名MV導演(BIBBIDI BOBBIDI BOO.)，上任後曾拍攝PENTAGON的《BRASQUIAT》、(G)I-DLE的《DUMDi DUMDi》、CLC的《Helicopter》等MV[82][83][84]

### 經紀人
- 趙成雲，조성윤，Jo Seong Yoon，經紀人[85]
- 秉進，經紀人[86]
- 洪真澤，Hong Jin Taek，經紀人[87][88][89]

### 其他
- Cube Ent. Visual Production，影音組
- Cube Story，製作組
- Captain Q，Security Team [90]
- Jikimi Security，Security Team [91]

### 合作舞團
- Star System，Dance Team [92]
- 金世煥，Kim Sehwan，Performance Director (Star System)[93]
- O.K-SUN ，박옥선，Dance Trainer & Choreographer (Star System)[94]
- MINBRO，Kim Minseong，Dance Trainer & Choreographer (Star System)[95]

### 合作作曲家
- 쥰，Siixk Jun，徐俊植，Seo Jun Sik，서준식，2018至今，現為Cube所屬作曲家。[96]
- 후디니，FCM Houdini(후디니)，2018至今，現為Cube所屬作曲家。[97][98][99]
- Shin Jae Bin ，現為Cube所屬Record and Mix engineer。[100]
- 趙雅英 ，조아영，Compose/Midi Trainer。[101]
- 徐在宇，서재우，Seo Jae Woo，2011至2018年期間，曾為Cube所屬作曲家，現為Tenten Producing Team成員。[102]
- 徐龍裴，Seo Yong Bae，서용배，Tenten Producing Team成員。
- BreadBeat ，Tenten Producing Team成員。
- Bicksancho，朴三楚，빅싼초，金泰浩，김태호，Kim Tae Ho，2014至2018年期間，曾為Cube所屬作曲家，現為Yummy Tone Producing Team成員。[103][104][105]
- 朴海逸，박해일，Park Hae Il，曾為Cube所屬作曲家，現為Yummy Tone Producing Team成員。[106]
- Fredy，Choi Min Soo，曾為Cube所屬作曲家，現為MosPick Music Producing Group모스픽 成員。[107][108]
- Zerozine，孫英鎮，손영진，Son Young Jin，2012至2018年期間，曾為Cube所屬作曲家，現為MosPick Music Producing Group 成員。[109]
- Yeahnice，예아나이스， 趙成昊， 조성호，Jo Sung Ho，曾為Cube所屬作曲家，現為MosPick Music Producing Group 成員。[110]
- Jayjay，姜東河，강동하，Kang Dong Ha，曾為Cube所屬作曲家，現為MosPick Music Producing Group 成員。[111]

## 所屬藝人

### 團體
- 粗斜體字為隊長

| 出道日期      | 出道日期      | 組合名稱 | 性別 | 成員                                  | 粉絲名稱  | 應援顏色             |
|               | 日本          | 組合名稱 | 性別 | 成員                                  | 粉絲名稱  | 應援顏色             |
| ------------- | ------------- | -------- | ---- | ------------------------------------- | --------- | -------------------- |
| 2018年5月2日  | 2019年7月31日 | i-dle    | 女   | 薇娟 · Minnie · 小娟 雨琦 · 舒華      | Neverland | NEON RED CHIC VIOLET |
| 2021年6月10日 | 未出道        | LIGHTSUM | 女   | 相雅 · 霄瑗 · 娜英 · 陽菜 珠賢 · 宥姃 | Sumit     | 未公佈               |
| 2024年4月2日  | 未出道        | NOWZ     | 男   | 炫彬 · 潤 · 然宇 · 振赫 · 詩潤        | DAY-AND   | 未公佈               |

### SOLO
| 出道日期       | 歌手     | 團體  | 性別     | 粉絲名稱  |
| -------------- | -------- | ----- | -------- | --------- |
| 2017年11月5日  | 小娟     | i-dle | 女       | Neverland |
| 2022年4月27日  | 薇娟     | i-dle | 女       | Neverland |
| 2024年4月23日  | 雨琦     | i-dle | 女       | Neverland |
| 2025年1月21日  | Minnie   | i-dle | 女       | Neverland |
| 2016年10月10日 |          |       |          |           |
| 高信源         | PENTAGON | 男    | UNIVERSE |           |

### 藝人
- 李尚俊（朝鲜语：이상준 (희극인)） [112]
- 朴美善 [113]
- 李恩智[114]
- 鄭智宇[115]
- 金慶雅（朝鲜语：김경아 (희극인)）

### 演員
- 文昇攸
- 文洙荣（문수영）
- 權恩彬（前CLC）
- 朴都河（《BOYS PLANET》）

### 練習生
- CUBE TREE：Cube新人開發部旗下練習生。

| 男練習生 - 曹世彬 - KMS（Kang Myungsoo，2000） | 女練習生 - 姜娜允 - 劉佳乙（DEF SCHOOL） |

## 離開藝人
| - 2AM（負責經營管理行程） - 瑟雍（2008—2009） - 昶旻（2008—2009） - 珍雲（2008—2009） - 珍雲（2008—2009） - 趙權（2008—2009，2017—2024） - 吳藝璃（2009—2015，曾任歌唱導師） - 4minute（2009—2016） - 智贤（2009—2016） - 嘉允（2009—2016） - 祉潤（2009—2016） - 昭贤（2009—2016） - 泫雅（2009—2018） - BEAST（2009—2016） - G.NA（2009－2016） - Apink（2011－2015，原屬子公司A Cube娛樂） - 盧志勳（2011－2017） - Trouble Maker（2011—2018） - M4M（2013—2015） - Rain（2013—2015） - 2Yoon（2013—2016） - 辛知勳（2013－2017） - PENTAGON - E' Dawn（2016－2018） - Yeo One（2016－2023） - 閆桉（2016－2023） - Yuto（2016－2023） - Kino（2016－2023） - 禹奭（2016－2023） - 洪碩（2016－2023） - 珍虎（2016－2025） - HUI（2016－2025） - CLC（2015—2022） - Elkie（2016－2021） - Sorn（2015－2021） - 丞延（2015－2022） - 睿恩（2015－2022） - 有眞（2015－2022） - 承姬（2015－2024） - Triple H（2017－2018） - 開往秋天的列車（2018-2019） - 禹奭 X 冠霖（2019－2019） - 賴冠霖（2017－2021） - 賢勝（2009－2021） - (G)I-DLE - 穗珍（2018－2022） - LIGHTSUM - 徽姸（2021-2022） - 池按（2021-2022） - BTOB - 恩光（2012－2023） - 旼赫（2012－2023） - 昌燮（2012－2023） - 炫植（2012－2023） - Peniel（2012－2023） - 星材（2012－2023） - 柳善皓（2017—2024） - 金基利（2012－2018） - 趙瑞荷（2013－2017） - 朴敏荷 （2015－2017） - 崔代勳（2016－2017） - 瑞雨（2016－2017） - 許卿煥（2016－2022） - 文秀寅（2020－2022） - 白書怡 - 朴宣暎 - 李輝宰 - 姜世貞 (2022年) - 연예림 Yeon Ye Rim (-2023) - 이혜지 Lee Hye Ji（해지대지 HYEJIDAEJI）(2022-2023) - 金鎮祐 (2021-2023) - 羅人友 (2012-2024) |

| 出道演員 - 陳學冬 - 張楊 出道歌手 - 昌宣（THE LEGEND成員） - 達沅（VARSITY） - 瑄友（少年共和國成員） - 在勳（Under dog成員） - 在赫（THE LEGEND成員） - 秦奮（Awaken-F、THE LEGEND成員） - 宰孝（Block B成員） - Lito（THE LEGEND成員） - 昇勳（CIX成員、《YG寶石盒》） - 秀彬（VICTON成員） - T.K（C-CLOWN成員） - 然竣（TXT成員） - 勇訓（ONEWE成員、《The Unit》） - 趙旴燦（《SMTM6》、前Trainee A、ALLDAY PROJECT成員） - Jerome（TO1成員、《TO BE WORLD KLASS》、《BOYS PLANET》） - 李希侃 (S.K.Y成員、《偶像練習生》、《少年之名》) - 陳譽庚 （《青春有你3》、《BOYS PLANET》 ） - 明君（WARPs UP、《偶像練習生》） - 田島將吾（INI成員、《PRODUCE 101 JAPAN 第二季》） - 成韓彬（ZEROBASEONE成員、《BOYS PLANET》、現STUDIO GL1DE練習生 ） - SEOK MATTHEW（ZEROBASEONE成員、《BOYS PLANET》、現MNH娛樂練習生） - 朴瀚彬（EVNNE成員、《LOUD》、《BOYS PLANET》、現WAKEONE練習生） 綜藝節目 - 朴泰正（《看見你的聲音 第4季》） - 李宗元（《Under Nineteen》） - 奧斯卡（《少年之名》、《創造營2021》） - 尹民（《LOUD》） - 林士元（《BOYS PLANET》） - 鄧紅海（《BOYS PLANET》、現Fantagio練習生） - 朴暋碩（《BOYS PLANET》、現WAKEONE練習生） 未出道練習生 - 李演成 - 鄭容斌 - 權山 | 出道歌手 - Ashley（Ladies' Code） - 苞娜（宇宙少女） - LE（EXID） - 哈妮（EXID） - 慧潾（EXID） - 正花（EXID） - 海梨（P.O.P） - SOYEE（前gu9udan） - 韶宥（SISTAR） - 睿隣（前GFRIEND） - 裕株（前GFRIEND） - 娜賢（PRIMROSE、前HOT ISSUE） - ARA（ILY:1） - 彩正（ALICE） 綜藝節目 - 李允書（《PRODUCE 101》） - 柳秀兒（《PRODUCE 101》） - 徐惠璘（《PRODUCE 101》） - 徐志珉（《Girls Planet 999》） 未出道練習生 - 高序炫 - 鄭海利 - 金賢智 - 金知佑 - Nana - 申秀炫 |

### 其他離職人員
- 朴鍾民，CEO
- 盧賢泰，副社長[164][165][166][167][168][169][170][171]
- 朴龍福，經紀部理事 [172][173][174]
- 全俊健，經紀人 [175][176]
- 洪承成，홍승성，Simon Hong Seungsung，創辦人，會長，首席執行官，行政總監，2007年至2016年7月，2016年9月-2020年3月。2020年8月另外創立S2娛樂[177][178][179][180]
- 申大南，신대남，Shin Dae Nam，CEO 代表，2016年至2020年 [181]
- 宋正恩 ，송정은，經紀部組長[182][183]
- 金亨圭，김형규，Kim Hyeong Kyu，新人開發部理事[170][184][185][186][187][188]（另為Modern K實用音樂學院代表、RBW娛樂理事[189]）

## 相關公司

### MUSIC CUBE
MUSIC CUBE（韓語：뮤직큐브）是獨立營運的音樂著作權公司，2005年8月18日於韓國創辦，主要經營音樂產品的出版製作、統籌發行、視覺設計、著作權管理，總部位於首爾市江南區論峴洞，公司代表為申景和（신정화）。
MUSIC CUBE JAPAN是MUSIC CUBE旗下的日本子公司，2009年1月21日於日本創辦，主要經營音樂產品的製作開發、推廣發行、著作權管理等，總部位於東京都港区南麻布。
所屬藝人
| 藝人            | 職業                   | 成員       | 隊長   | 出道／加入日期 |
| 정재윤          | 歌手、音樂監製、作曲人 | 不適用     | 不適用 | 1993年         |
| 영지            | 歌手、聲樂教練         | 不適用     | 不適用 | 2003年         |
| 에디            | 歌手、作曲人           | 不適用     | 不適用 | 2011年         |
| 11Medical Sound | 歌手（組合）           | SeeN、잔디 | SeeN   | 2010年         |

### CUBE DC
Cube DC（韓語：큐브DC）是Cube娛樂旗下的分公司，2012年於韓國創辦母公司Cube娛樂於2014年8月27日宣佈併購為旗下全資子公司。

### CUBE娛樂JAPAN
CUBE JAPAN（日語：キューブジャパン）是Cube娛樂旗下的子公司MUSIC CUBE的海外子公司，2012年於日本創辦，主要負責母公司藝人及相關產品的海外推廣及發行，總部位於東京都港區南青山町6-7-3號櫻木大樓，後期改由CUBE 娛樂 JAPAN負責營運日本活動。
CUBE 娛樂 JAPAN （CUBE ENTERTAINMENT JAPAN 株式会社） 是Cube娛樂旗下在日本當地的公司，2015年10月27日於日本創辦，由Cube娛樂100%持有，資本金為9,600萬日元，負責直接規劃和管理母公司藝人於日本的活動，公司代表為李靜淑。現總部位於東京都港區北青山二丁目。

### U-CUBE
U-CUBE是Cube娛樂與日本環球音樂合作的新公司，2018年11月23日成立，負責藝人及相關產品的海外推廣及發行。

### Starline娛樂
Starline娛樂（韓語：스타라인엔터테인먼트를）於2016年2月12日，朴成鎮代表與Cube娛樂達成協議，成為Cube娛樂旗下全資的子公司。2017年7月18日，合併子公司Starline娛樂。

### CUBE TV
CUBE TV（韓語：큐브TV），於2015年7月1日成立，iHQ與Cube娛樂合作，iHQ投資經營頻道，Cube提供節目內容，是專注宣傳K-POP文化的頻道，播放綜藝節目、演唱會及網絡劇。 
CUBE TV，節目有BTOB的《BTOB SHOW》、CLC的《CLC's Beautiful Mission》、Pentagon的《Pentagon maker》、 Triple H的《Triple H 興新所》、網絡劇《Spark》等等。 

#### 專屬節目
| 日期                        | 電視台/ 網絡頻道 | 節目名稱                 | 集數 | 參與成員 | 備註    |
| 2016年4月5日－2017年6月12日 | Cube TV          | Hashtag Cube             | 51   | 旗下藝人 | [ 199 ] |
| 2020年7月23日－11月6日      | Cube TV          | CUBE通信 큐브통신        | 16   | 旗下藝人 | [ 200 ] |
| 2021年2月8日－              | Cube TV          | STEVE JOB手 스티브 JOB손 |      | 旗下藝人 | [ 201 ] |

## 歌曲及公演

### 企劃歌曲
| 發佈日期       | 企劃/專輯名稱                   | 歌曲名稱                                | 參與歌手 | 備註    |
| 2011年7月20日  | Fly So High                     | Fly So High Live（页面存档备份，存于）  | 4Minute、BEAST、G.Na | [ 202 ] |
| 2013年4月30日  | Cube Voice Project Part.1       | Perfume                                 | 梁耀燮 Cube Girls (吳承姬) |         |
| 2013年6月2日   | Cube Voice Project Part.2       | 就像那天一樣                            | 徐恩光 |         |
| 2013年12月2日  | Christmas Song                  | Christmas Song MV（页面存档备份，存于） | 4Minute、BEAST、G.Na、A Pink、許閣、BTOB、盧志勛、辛知勳、金基利 | [ 203 ] |
| 2013年12月20日 | Ryu-Cube Donation Project       | Smile Again MV（页面存档备份，存于）    | 柳賢振、泫雅、賢勝、G.Na | [ 204 ] |
| 2014年1月7日   | Ryu-Cube Donation Project       | Small Moon                              | 柳賢振、許嘉允、梁耀燮、徐恩光、辛知勳 | [ 205 ] |
| 2016年12月16日 | 2016 United Cube Project Part.1 | Special Christmas                       | 金泫雅、張賢勝、BTOB、盧志勳、CLC、PENTAGON | [ 206 ] |
| 2016年12月22日 | 2016 United Cube Project Part.2 | 喜歡冬天的理由                          | 趙珍虎 Hui |         |
| 2018年6月17日  | 2018 United Cube One            | Upgrade                                 | 金泫雅、趙權、BTOB、CLC、PENTAGON、柳善晧、(G)I-DLE |         |
| 2018年6月17日  | 2018 United Cube One            | Mermaid                                 | Rap line ( 李旼赫、Peniel、鄭鎰勳、張叡恩、鄭禹奭、田小娟 ) |         |
| 2018年6月17日  | 2018 United Cube One            | 一步 (Follow Your Dreams)               | Vocal line (趙權、徐恩光、李昌燮、任炫植、陸星材 吳承姬、崔有真、張丞延、Sorn、Elkie、權恩彬 趙珍虎、Hui、梁洪碩、高信源、Yeo One、閆桉、Kino 柳善皓、曺薇娟、Minnie、徐穗珍、宋雨琦、葉舒華 ) |         |
| 2018年6月17日  | 2018 United Cube One            | Young & One                             | 金泫雅、趙權、BTOB、CLC、PENTAGON、柳善晧、(G)I-DLE |         |

### 演唱會
| 日期                            | 站次 | 舉行地點                           |
| UNITED CUBE CONCERT 2011        |      |                                    |
| 2011年8月14日                   | 首爾 | 首爾蠶室綜合體育運動場             |
| 2011年8月24日                   | 東京 | 東京武道館                         |
| 2011年12月5日                   | 倫敦 | Academy Brixton                    |
| 2011年12月13日                  | 巴西 | Espaco das Americas                |
| UNITED CUBE CONCERT 2013        |      |                                    |
| 2013年1月26日                   | 南京 | 南京奥體中心體育館                 |
| 2013年2月2日                    | 首爾 | 首爾蠶室綜合體育運動場             |
| 2013年2月21日                   | 橫濱 | 橫濱Arena                          |
| CUBE FESTIVAL                   |      |                                    |
| 2015年9月30日                   | 上海 | 上海體育館                         |
| I WANT CUBE POP CONCERT         |      |                                    |
| 2016年3月5日                    | 澳門 | 澳門威尼斯人金光綜藝館             |
| 2018 UNITED CUBE -ONE- CONCERT  |      |                                    |
| 2018年6月16日                   | 首爾 | KINTEX                             |
| U & CUBE FESTIVAL 2019 IN JAPAN |      |                                    |
| 2019年3月23日                   | 東京 | 東京・武蔵野の森総合スポーツプラザ |

### 頒獎禮獎項
| 年份 | 獎項                                                            |
| 2011 | 第25屆金唱片獎－製作人獎（洪勝成）                              |
| 2012 | 第26屆金唱片獎－製作人獎（洪勝成）                              |
| 2013 | 第2屆Gaon Chart K-POP大獎－K-pop貢獻獎（洪勝成）                |
| 2014 | 第28屆金唱片獎－製作人獎（洪勝成）                              |
| 2017 | 2017 Korea Drama Awards (韓國電視劇節)－Global Management Award |

## 外部連結
| Cube娛樂 - Cube娛樂的官方網站（）（英文） - Cube娛樂的X（前Twitter）（） - Cube娛樂的Facebook專頁（）（英文） - Cube娛樂（页面存档备份，存于）的Naver Blog（） - Cube娛樂（页面存档备份，存于）的VLive頻道 （繁體中文） - YouTube上的Cube娛樂頻道（英文） - YouTube上的Cube娛樂幕後花絮頻道（英文） Cube娛樂 海外 - Cube娛樂GLOBAL（页面存档备份，存于）的官方網站（） - Cube娛樂GLOBAL的X（前Twitter）（英文） - Cube娛樂日本的官方網站（日語）（英文） - YouTube上的Cube娛樂日本頻道（日語） - Cube娛樂的新浪微博 Cube娛樂 練習生 - CUBE TREE的X（前Twitter）（） - CUBE TREE的Instagram帳戶（） - CUBE TREE的Facebook專頁（） - Cube Audition的官方網站（）（英文） | MUSIC CUBE - MUSIC CUBE的官方網站（）（英文） - MUSIC CUBE日本的官方網站（日語）（英文） - MUSIC CUBE的X（前Twitter）（） - MUSIC CUBE的Facebook專頁（）（英文） - YouTube上的MUSIC CUBE頻道（） Starline娛樂 - Starline娛樂的官方網站（）（英文） CUBE TV - CUBE TV的官方網站（） - YouTube上的Cube娛樂頻道（英文） CUBE Cafe 20 Space - 20 Space的官方網站（） - 20 Space的Instagram帳戶（） |